# Лазарешти (Олт)
Лазарешти (рум. Lăzărești) насеље је у Румунији у округу Олт у општини Барашти. Oпштина се налази на надморској висини од 303 m.

## Становништво
Према подацима из 2002. године у насељу је живело 170 становника, од којих су сви румунске националности.